# 内郷白水町
内郷白水町（うちごう しらみずまち）は、福島県いわき市の大字である。郵便番号は973-8405。

## 地理
いわき市中央部の内郷地区に属する。北で内郷高野町、内郷宮町、内郷内町、東で内郷綴町、南で常磐湯本町、常磐上湯長谷町、西で常磐藤原町とそれぞれ隣接する。概ね町村制施行以前の磐前郡白水村の流れを汲む地域である。新川上中流域を範囲とし、東端部から白水阿弥陀堂にかけての内郷市街地の一角および一級市道白水高野線や新川に沿うわずかな平地に民家などが立地し、その他は西端の湯ノ岳に至る山林が広がる。内郷御厩町内に所在するいわき中央警察署及び内郷綴町に所在する内郷消防署がそれぞれ管轄にあたる。

### 主な字
字
- 大神田
- 浜井場
- 蛭内
- 長槻
- 上代

- 柳間
- 大門
- 広畑
- 入山
- 川平

- 高倉
- 桜田
- 長槻内

### 河川
- 新川（二級水系夏井川水系）
  - 川平川
    - 玉中沢

## 歴史
- 1879年1月27日 - 湯長谷藩領白水村が福島県内における郡区町村制の施行により磐前郡の村となる[4]。
- 1889年4月1日 - 町村制の施行により白水村が小島村、御台境村、御厩村、高坂村、内町村、綴村、宮村と合併し、磐前郡内郷村が発足する。旧白水村域は内郷村の大字となる[4]。
- 1896年4月1日 - 磐前郡と周辺郡との合併により石城郡が発足し、石城郡内郷村となる[4]。
- 1942年8月1日 - 内郷村が町制施行し、内郷町の大字となる[4]。
- 1954年7月10日 - 内郷町が市制施行し、内郷市の大字となる[4]。
- 1966年10月1日 - 内郷市が平市・磐城市・常磐市・勿来市、石城郡小川町・遠野町・四倉町・川前村・田人村・好間村・三和村、双葉郡久之浜町・大久村と合併しいわき市となり、いわき市内郷地区の大字となる[4]。

## 世帯数と人口
2023年10月31日現在の世帯数と人口は以下の通りである。
| 大字       | 世帯数  | 人口   |
| ---------- | ------- | ------ |
| 内郷白水町 | 540世帯 | 1128人 |

## 小・中学校の学区
市立小・中学校に通う場合、学区は以下の通りとなる。
| 番地           | 小学校               | 中学校                   |
| -------------- | -------------------- | ------------------------ |
| 大神田の一部   | いわき市立綴小学校   | いわき市立内郷第一中学校 |
| 上記を除く全域 | いわき市立内町小学校 | いわき市立内郷第二中学校 |

## 交通

### 鉄道
- JR常磐線

### 道路
- 常磐自動車道
  - 湯ノ岳パーキングエリア（上り線）
- 一級市道白水高野線
- 一級市道日渡長槻線
- 一級市道傾城川平線

## 施設
- 白水阿弥陀堂
- 川平浄水場
- 白水郵便局
- 広畑簡易郵便局
- 川平簡易郵便局
- みろく沢炭砿資料館
- いわきの洗い越し